# Poliedro regular
Un poliedro regular es un cuerpo geométrico en el que sus caras son todas polígonos regulares iguales, y todos sus diedros y ángulos poliédricos son también iguales entre sí. Un poliedro regular es identificado por su símbolo de Schläfli de la forma {n, m}, donde «n» es el número de lados en una cara, y «m» es el número de caras que se encuentran en un vértice.

## Historia
Se han encontrado nueve poliedros regulares, que se dividen 
en dos grupos: cinco de ellos son poliedros convexos, que corresponden a la familia de sólidos de Platón y los cuatro restantes son poliedros no convexos, que corresponden a la familia de los sólidos de Kepler-Poinsot.
Los cinco poliedros regulares convexos fueron observados por Platón, quien maravillado por sus propiedades, asoció cada uno de ellos a un «elemento» primigenio de su filosofía: aire, agua, tierra y fuego. Curiosamente, asoció el dodecaedro al «quinto elemento» o ente espiritual de su teoría de la materia. En esta estructura de pensamiento muchos ven la génesis de la teoría molecular, pues muchos elementos cristalinos tienen una estructura atómica que obedece a la forma de tales poliedros. Los poliedros regulares convexos son, para muchos autores, los únicos poliedros puramente regulares; incluso la expresión «poliedro regular», para algunos, se refiere únicamente a la familia de sólidos de Platón, lo cual puede estar relacionado con la imposibilidad de existencia de los sólidos de Kepler-Poinsot en un espacio real, debido a que sus caras se atraviesan entre sí; por lo tanto sólo se pueden construir representaciones de estos que no son más que poliedros irregulares no convexos.
Los cuatro poliedros regulares no convexos fueron desconocidos por los matemáticos antiguos y descritos por varios matemáticos; el pequeño dodecaedro estrellado apareció en 1430 en un mosaico de Paolo Uccello en el piso de la Basílica de San Marcos, en Venecia, Italia.  El gran dodecaedro estrellado fue publicado por Wenzel Jamnitzer en 1568. Kepler redescubrió estos dos poliedros y los describió en su obra «Harmonices mundi» en 1619. Los otros dos sólidos: el gran dodecaedro y el gran icosaedro fueron posteriormente redescubiertos por Louis Poinsot en 1809.

## Usos
Cuando se utilizan combinaciones de distintos poliedros regulares se pierde parte de la uniformidad de la figura resultante, pero a la vez se mantienen varias de las propiedades de los propios poliedros regulares. La mayoría de los poliedros arquimedianos tienen valores angulares iguales, lo que se puede aprovechar para generar empaquetamientos y agregaciones. El sistema poliédrico es tan estable que permite elevar estructuras altas y resistentes con materiales tan ligeros como el bambú.[cita requerida]
La combinación de poliedros regulares se utiliza a menudo en diseño industrial y también en arquitectura para células constructivas, habitaciones, mallas espaciales planas, cúpulas geodésicas, etc., e incluso en épocas anteriores para cúpulas de mampostería (bóvedas de crucería renacentistas). Las combinaciones poliédricas también aparecen en la naturaleza, tanto en la estructura de diversos minerales como en elementos estructurales de los seres vivos.[cita requerida]
El tetraedro regular es el punto de partida para escolleras que necesitan una resistencia especial. El tetrápodo, cuatro conos de revolución situados desde los vértices hasta el centro de un tetraedro, se utiliza en las escolleras del norte de Francia desde los años 1950 y en las costas de Sudáfrica se usa el Dolos, asimismo conos de revolución dispuestos basándose en la figura del tetraedro.[cita requerida]
La combinación de tetraedros también se ha utilizado en proyectos de arquitectura habitacional, que tiene como objetivo la rápida construcción y puesta a punto de viviendas prefabricadas. La Europa Comunista construyó en masa estas células habitacionales, aunque los resultados óptimos se han obtenido en lugares económicamente boyantes como Canadá. Las aplicaciones más primarias formalmente partían del cubo y también se han utilizado en formas tetraédicas u octaédricas.[cita requerida]
Las estructuras de base poliédrica, como la cúpula geodésica, sirven en arquitectura para construir estructuras muy livianas y cubrir grandes espacios. Su desarrollo se debe a las investigaciones de Buckminster Fuller en los años 1950 y tienen su origen en las estructuras de los Radiolarios, protozoos que habitan en las profundidades marinas. Las estructuras reticulares, como la cúpula geodésica, las mallas espaciales planas o las estructuras alabeadas, son estructuras livianas que permiten adaptar su forma a las necesidades de cada proyecto. Se componen de los nudos y las barras, pudiendo ser desmontables y por tanto recuperables. Tienen numerosas aplicaciones en arquitectura, tanto efímera como fija.[cita requerida]